# Атомно-силов микроскоп
Атомно-силов микроскоп (АСМ, на английски: AFM – atomic-force microscope) е микроскоп с висока разделителна способност, основан на взаимодействието на сонда (тънко острие) с повърхността на изследвания образец. Това взаимодействие се изразява в привличане или отблъскване на сондата от повърхността, дължащо се на силите на Ван дер Ваалс. Чрез използването на специални остриета могат да бъдат изучавани електрическите и магнитните свойства на повърхностите. За разлика от сканиращия тунелен микроскоп, с помощта на АСМ могат да се изследват както проводящи, така и непроводящи повърхности. Освен това с АСМ може да се измерва и релефът на образец, потопен в течност, което позволява да се работи с органични молекули, включително ДНК. Пространствената разделителна способност на атомно-силовия микроскоп зависи от радиуса на кривината на острието и по вертикала достига атомарни размери, а по хоризонтала е значително по-голямо.

## Принцип на действие
Атомно-силовият микроскоп представлява система образец + острие, закрепено в единия край (кантилевър) . На малки разстояния между двойката атоми – един на образеца, другият на острието, при разстояние от около един ангстрьом действуват сили на отблъскване, а на по-големи разстояния – сили на привличане. Големината на силите зависи експоненциално от разстоянието между образеца и иглата. Отклоненията на острието се регистрират с помощта на чувствителни сензори – оптични, капацитивни или тунелни. Ако към системата се добави устройство за разгъвка по осите X и Y, се получава сканиращ АСМ.